# Batakachaur
Batakachaur (nep. बाटाकाचौर) – gaun wikas samiti w zachodniej części Nepalu w strefie Dhawalagiri w dystrykcie Baglung. Według nepalskiego spisu powszechnego z 2011 roku liczył on 869 gospodarstw domowych i 3859 mieszkańców (2233 kobiety i 1626 mężczyzn).